# حزب کمونیست ونزوئلا
حزب کمونیست ونزوئلا (Partido Comunista de Venezuela) حزبی سیاسی در ونزوئلا است و رهبری کنونی آن به ععده پدرو اورتگا است.
این حزب در ۵ مارس ۱۹۳۱ و به عنوان سازمانی زیرزمینی تأسیس شد و نماینده ونزوئلا در کمینترن بود.
این حزب از هوگو چاوز و انقلاب بولیواری او حمایت می‌کند و عضوی از انجمن سائو پائولو است. سازمان جوانان حزب «جوانان کمونیست ونزوئلا» (Juventud Comunista de Venezuela) است. حزب Tribuna Popular را منتشر می‌کند.
در انتخابات مجلس ۲۰۰۵ حزب ۱۳۳ ۶۸۶ رای (۸ کرسی) دریافت کرد.